# Marcelo Tinelli
Marcelo Hugo Tinelli (San Carlos de Bolívar, Buenos Aires, 1 de abril de 1960) es un conductor, empresario, periodista deportivo, locutor de radio, dirigente deportivo y productor de televisión argentino.
Es el expresidente de la Liga Profesional y exvicepresidente 4° de la Asociación del Fútbol Argentino. Fue vicepresidente 3° de esta asociación y secretario de selecciones argentinas de fútbol. También fue gerente de marketing, luego vicepresidente y, posteriormente, presidente del club San Lorenzo de Almagro.
Durante sus años de carrera en televisión condujo y produjo varios programas de humor, talentos y entretenimiento como Ritmo de la noche, Canta conmigo ahora, Videomatch y Showmatch. Asimismo, inició desde muy joven su carrera en la radio, siendo cadete de La oral deportiva.
Además, es también uno de los principales productores audiovisuales en varios canales de televisión en su país gracias a sus productoras, Ideas del Sur (1996-2017) y LaFlia Contenidos (2018-presente). Desde 2023 hasta el 2024 fue director artístico y gerente de programación del canal América TV.

## Biografía

### Primeros años
Marcelo Hugo Tinelli nació un 1 de abril de 1960, en la ciudad de San Carlos de Bolívar, en la Provincia de Buenos Aires, Argentina. Desde pequeño se vio obligado a trabajar como vendedor de helados y limpiabotas para ayudar a su familia tras la muerte de su padre, el periodista deportivo Dino Tinelli (1932-1971).
Poco tiempo después, Marcelo y su madre se mudaron a la capital del país, Buenos Aires. Allí terminó la escuela primaria en un colegio católico; y más tarde, la secundaria en el colegio Manuel Belgrano. Además, en sus tiempos libres, fue jugador de fútbol de divisiones inferiores de los clubes porteños de fútbol como Defensores de Belgrano y San Telmo.
Pasaba sus tardes escuchando el programa deportivo de radio La oral deportiva, segmento aún emitido a día de hoy por Radio Rivadavia. Años después, comenzaría a trabajar como cadete en dicho programa.

### Inicios en radio y televisión (1975-1989)
En 1975, a sus 15 años, Marcelo inició su carrera comunicacional en la radio, siendo cadete y realizando notas deportivas para el programa La oral deportiva, de la mano del periodista deportivo y locutor de radio José María Muñoz. Dos años después, debutó profesionalmente como locutor, y de ahí trabajó como corresponsal de campo en éste y otros programas deportivos y futbolísticos tales como Piedra Libre, de radio FMR, en donde conoció a su amigo Juan Alberto Badía.
Tiempo después, en 1983, debutó en televisión como periodista deportivo y panelista del programa misceláneo y de variedades Badía y compañía, que fue transmitido por el canal de televisión El Trece y conducido, como su nombre lo indica, por Badía.
Tras el fin de este programa, él realizaría algunos trabajos de continuidad en este canal hasta comienzos de 1990.

### El fenómeno deVideomatchyRitmo de la Noche(1990-2004)
En marzo de 1990, fue elegido para conducir Videomatch, en el canal Telefe. Este programa, deportivo en ese entonces, emitía, vídeos de diversos deportes y análisis de los mismos; resultó un fracaso. El productor de televisión y entonces primer director de programación del canal, Gustavo Yankelevich, lo nombró productor general aparte de presentador; y de ahí, se buscó un rumbo humorístico, lo cual obtuvo altos puntos de rating y transformó al programa en el más exitoso de las noches de la televisión Argentina. Tuvo 15 temporadas y 14 años en emisión allí.
Luego del éxito en la primera temporada en 1990, Gustavo eligió a Marcelo para conducir y producir, el programa de entretenimiento, música y conciertos Ritmo de la noche. Este programa también se transformó en otro de los más vistos, siendo estrenado en enero de 1991 y finalizado en diciembre de 1994 después de cuatro temporadas al aire. También contó con la participación de los mismos integrantes del primer elenco de Videomatch.
Entre 1993 y 2001, en paralelo a su carrera televisiva como presentador y productor, Marcelo se convirtió en director de la radio FM Radio Uno, otra estación de radio FM de Radio Rivadavia. Años después, en 1996, tras el fin de Ritmo de la Noche y la reinvención de Videomatch, fundó su primera productora propia de televisión Ideas del Sur. Con esta, realizó y produjo varios programas para diversos canales, así como también realizó series y telenovelas hasta su cierre en 2017.
Entre 2001 y 2004, tuvo al aire la estación de radio RadioShow 100.7 (hoy Blue 100.7), y condujo las dos versiones de radio de Videomatch allí, tales como Radiomatch y Discomatch, junto a sus compañeros de elenco.
En 2003, Marcelo abandonó RadioShow y compró la reconocida radio AM, Radio Del Plata; para más tarde volver a hacerse cargo de la Radio Uno hasta 2007. En la primera condujo el programa de entrevistas semanal Mano a mano y luego, Dulce Condena. El 27 de diciembre de 2004, Videomatch emitió su último capítulo en televisión luego de 15 temporadas y 14 años al aire.

### Showmatch, su retiro de la radio y el fin de Ideas del Sur (2005-2017)
En 2005, tras el fin de Videomatch, Marcelo y su productora se trasladaron al canal de televisión El Nueve; en ese momento manejado por el empresario de medios y periodista Daniel Hadad. En ese año, comenzó la producción de un nuevo programa de entretenimiento siendo una continuación tipo spin-off de Videomatch, con un estilo diferente, a la vez conducido y producido por él mismo. Este programa se llamaría Showmatch, y se estrenaría el 5 de abril, con su primera y única temporada en El Nueve. Entre el 2005 y 2007, se asoció al productor, mánager y empresario Daniel Grinbank y convirtió a Radio Uno en Radio Spika.
En septiembre del 2005, firmó una alianza con el actor y productor Adrián Suar, y mudó todos los programas de Ideas del Sur a El Trece; lo que marcó su retorno al canal luego de 16 años. Una semana después, Diego Maradona, en ese entonces conductor del late night show La noche del 10, lo recibió como invitado en nombre del canal. Desde entonces y hasta su adiós en 2022, Tinelli era considerado la figura principal de ese canal, producto de los altos niveles de rating que supo cosechar con los controvertidos realities shows Bailando, Patinando y Cantando, y sus distintos programas derivados tales como Este es el show, Sábado show y Soñando por bailar.
A fines de 2008, y tras su salida de la Radio Uno en medio del fin de la Radio Spika, Marcelo se retira del rubro radiofónico tras vender Radio Del Plata al grupo Electroingeniería, luego de casi cinco años.
En 2014 es galardonado como Personalidad destacada de la cultura en la Legislatura porteña de Buenos Aires. En 2017, fue homenajeado con otro reconocimiento: Una Estrella en la Avenida Corrientes en la capital.
En ese mismo año, la productora Ideas del Sur sufrió varios conflictos económicos con el Grupo Indalo (hoy Grupo Ceibo). Estas razones, significaron una ruptura entre ambos y el quiebre definitivo de la productora luego de 21 años.

### Actualidad (2018-presente)
En 2018, luego de esta ruptura y el posterior quiebre de Ideas del Sur, Marcelo fundó su nueva productora de televisión y la primera de contenidos digitales y servicios: LaFlia Contenidos. La misma, produce varios programas en diversas cadenas de televisión argentinas e internacionales, además de encargarse de producir el programa Showmatch en dos períodos (2018-2021 y 2023 en adelante).
En 2018 debutó como productor asociado en cine para la película La reina del miedo. También ha producido obras de teatro de comedia.
Cuatro años después, realizó su último programa en El Trece, el show de canto Canta conmigo ahora, versión argentina del programa británico All Together Now, anteriormente adaptado en Brasil y Colombia.
En 2023, luego de estar alejado de la televisión por varios meses, es contratado por América TV, como director artístico y gerente de programación, aparte de ser su nuevo conductor. Actualmente, aparte de seguir con su carrera televisiva, encabeza y protagoniza el polémico docu-reality familiar Los Tinelli junto a casi toda su familia; transmitido por la plataforma Amazon Prime Video a nivel latinoamericano siendo estrenado en enero de este año.

## Fútbol
Otro interés profesional de Marcelo ha sido el fútbol. Es hincha de San Lorenzo de Almagro, al igual que su padre. Los resultados de los partidos de fútbol eran tema recurrente en Videomatch y Showmatch, en dónde se enfrentaba en tono humorístico a uno de sus locutores y comediantes, Raúl Biaggioni, más conocido como "Larry de Clay", quien es hincha de Boca Juniors.
En 1998 viajó a España para comprar el Club Deportivo Badajoz, un equipo de fútbol de la segunda división. Luego de dos años, al no alcanzar su ascenso a la Primera División, lo vendió.

### Trayectoria en San Lorenzo
Marcelo Tinelli inició su vínculo con el Club Atlético San Lorenzo de Almagro como jugador invitado en dos encuentros amistosos. Posteriormente, desempeñó funciones como gerente de marketing de la institución y, más adelante, se incorporó a la mesa directiva del club.
En 2012, integró una fórmula electoral junto al abogado Matías Lammens, presentándose como candidato a vicepresidente, con Lammens como postulante a la presidencia. La dupla resultó ganadora en las elecciones de ese año, obteniendo el 80,52 % de los votos. Fueron reelectos en 2013 y 2016, con un 82,44 % y un 88,15 % de los votos respectivamente. Su mandato como vicepresidente concluyó en diciembre de 2019.
Durante 2017, Tinelli solicitó una licencia a causa de problemas de salud, aunque mantuvo su vinculación institucional como responsable del área de básquetbol hasta comienzos de 2019. Luego, retomó sus funciones directivas.
El 14 de diciembre de 2019, fue electo presidente de San Lorenzo con el 80,38 % de los votos, acompañado por el dirigente sindical Horacio Arreceygor como vicepresidente. Ambos asumieron sus cargos el 18 de diciembre del mismo año. En mayo de 2022, Tinelli presentó su renuncia a la presidencia del club, por lo que Arreceygor asumió el cargo de forma interina.

### Trayectoria en la AFA
Su notoriedad como dirigente deportivo lo llevaron a ser candidato a presidente de la reconocida Asociación del Fútbol Argentino (AFA). Marcelo fue quien se especulaba iba a ser el sucesor del fallecido y polémico dirigente Julio Grondona en el cargo. Tras la muerte del entonces presidente, la asociación paso a manos del dirigente Luis Segura. Ese año, Marcelo fue designado secretario de Prensa y Comunicación y secretario de selecciones futbolísticas.
En las elecciones del 4 de diciembre de 2015, eran 75 asambleístas quienes tomarían la decisión. Un imposible 38 a 38 suspendió la elección debido a dos votos pegados dentro de un mismo sobre, y la votación resultó postergada.
El 17 de abril de 2017, Marcelo renunció a su cargo de secretario de selecciones.
El 10 de marzo de 2020, debido a la renuncia de los dirigentes Mariano Elizondo y Jorge Brito, Marcelo fue elegido de manera unánime como el nuevo y último presidente de la Superliga de fútbol argentino hasta su fin en mayo de ese año.
Meses después, fue elegido como el primer presidente de la entonces naciente Liga Profesional de Fútbol, cargo que ejerció hasta 2022. Además, resultó electo cuarto vicepresidente hasta 2024.

## Otros deportes
En la década de 1990, Marcelo comenzó a participar en carreras de atletismo tales como la Maratón de Nueva York y la Maratón de Los Ángeles. Desde el año 1998 organiza anualmente en su natal Bolívar la Maratón Internacional Dino Hugo Tinelli. La misma toma el nombre de su padre y sirve para recaudar fondos destinados al hospital de la ciudad.
En 2002 fundó el Club Ciudad de Bolívar, un equipo profesional de voleibol que ganó la Liga de Vóley en varias ocasiones. Su abuelo materno, José Domeño, fue homenajeado con un complejo deportivo que lleva su nombre.

## Vida personal

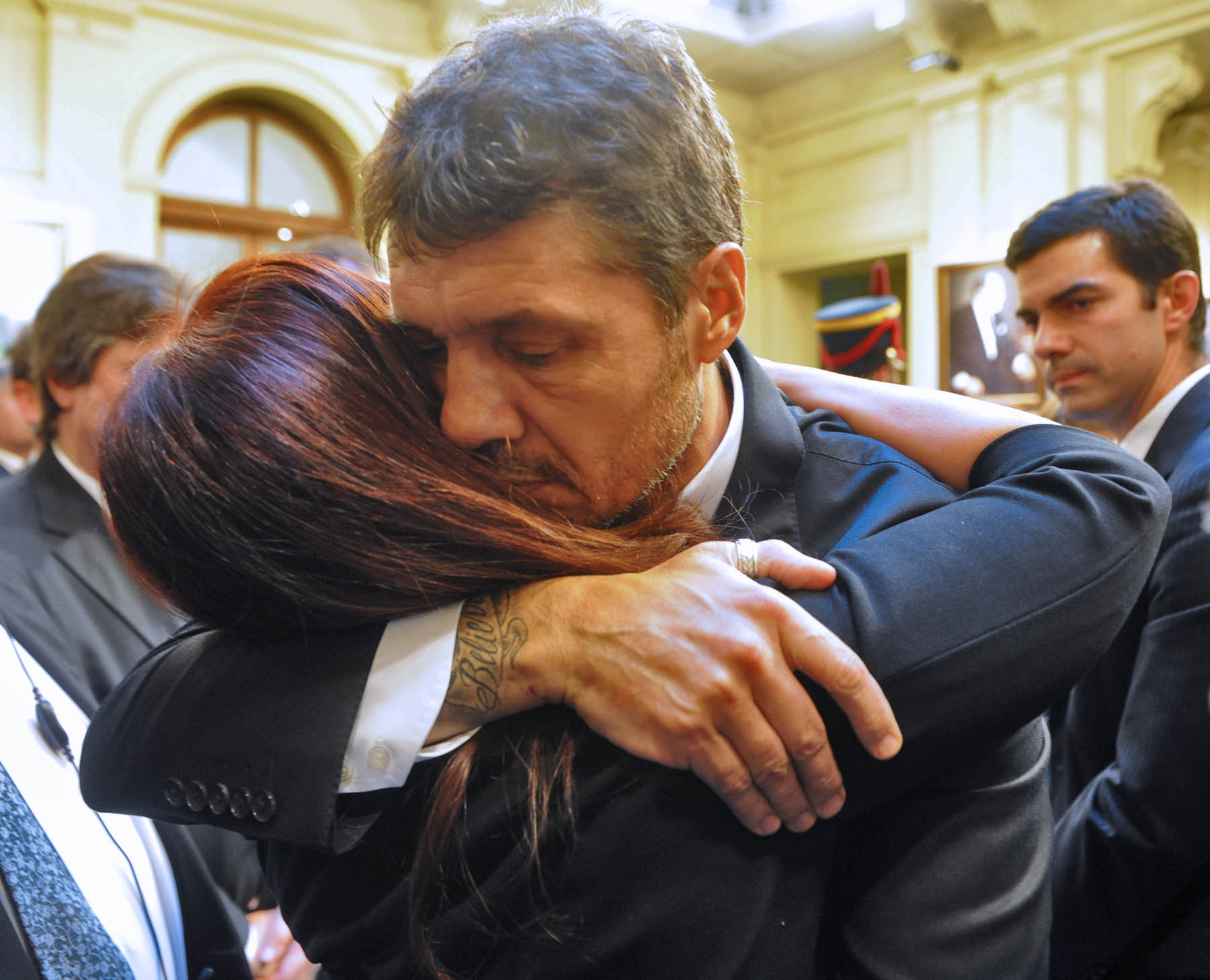
Marcelo abrazando a Cristina Fernández de Kirchner en el funeral de su marido en octubre de 2010.

Marcelo es hijo único del matrimonio de María Esther Domeño (profesora, fallecida en 1994) y Dino Tinelli (periodista deportivo, fallecido en 1971). Además, es primo del músico, percusionista y empresario Luciano "Tirri" Giugno; y nieto de don José Domeño, quien fue dueño de dos periódicos.
En los años '80, en el programa Badía y compañía, conoció a Soledad Aquino. En este show, él fue panelista deportivo y realizaba las notas deportivas y ella trabajaba con el público asistente en el que, en aquel entonces, era el estudio mayor del canal Trece. Soledad es proveniente de una de las familias más tradicionales de San Isidro. En 1986, Marcelo y Soledad se casaron; y dos años después, tuvieron dos hijas, Micaela en 1988 y Candelaria en 1990. En 1993, la pareja se separó luego de siete años de matrimonio.
En 1991, Marcelo conoció a su segunda esposa, la bailarina y actriz Paula Robles, en Ritmo de la noche. Allí, él era conductor y productor y ella una de las integrantes del cuerpo de baile «Las Tinellis». En 1997, se casaron y tuvieron dos hijos Francisco en 1998 y Juana en 2002. 12 años después se separaron y firmaron su divorcio en 2009.
Tiempo después, Tinelli conoció a su tercera pareja, la modelo, actriz y empresaria Guillermina Valdés. Mantuvieron una relación de noviazgo durante casi diez años y tuvieron un hijo (el quinto para él), Lorenzo en 2014. En mayo de 2022, se separaron definitivamente.
En la actualidad, Marcelo mantiene una relación de noviazgo con la modelo y actriz peruana Milett Figueroa, con quién tiene una diferencia de edad de 32 años.

### Ayuda social
En 2002, Marcelo creó su primera fundación de ayuda social, llamada Fundación Ideas del Sur. La misma pasó a ser la encargada de organizar la Maratón Internacional Dino Hugo Tinelli, que recauda fondos para un hospital de su natal Bolívar.
Actualmente, en consecuencia del quiebre y posterior cierre definitivo de Ideas del Sur, creó otra fundación con otro nombre en medio de la inauguración de LaFlia, Fundación LaFlia. Además de organizar la mencionada maratón benéfica, apadrina a hospitales oncológicos y comedores.
Además, Marcelo fue colaborador de la iniciativa solidaria llamada Mesa contra el Hambre, que fue realizada por el Gobierno de Argentina durante tres años y encabezada por el entonces presidente Alberto Fernández.

## Filmografía

### Televisión
| Año                            | Título                            | Rol                                                      | Canal                           |
| ------------------------------ | --------------------------------- | -------------------------------------------------------- | ------------------------------- |
| 1983-1988                      | Badía y compañía                  | Panelista / Periodista deportivo                         | El Trece                        |
| 1990-2004                      | Videomatch                        | Conductor / Productor (desde mediados de 1990)           | Telefe                          |
| 1991-1994                      | Ritmo de la noche                 | Conductor / Productor                                    | Telefe                          |
| 1995                           | La noche del domingo              | Invitado                                                 | ATC                             |
| 1999-2001                      | Buenos vecinos                    | Productor / Actor invitado (Cameo)                       | Telefe                          |
| 2002                           | Son amores                        | Actor invitado (Francisco "Pancho"/Cameo)                | El Trece                        |
| 2002                           | Tumberos                          | Creador / Realizador general                             | América TV                      |
| 2003                           | Costumbres argentinas             | Creador / Productor / Actor invitado (Vendedor de autos) | Telefe                          |
| 2003                           | Disputas                          | Creador / Realizador general                             | Telefe                          |
| 2004-2005                      | Los Roldán                        | Creador / Actor invitado (Cameo)                         | Telefe / Canal 9                |
| 2005                           | No hay 2 sin 3                    | Cameo (Sketch "Ricos y mocosos")                         | Canal 9                         |
| 2005                           | Criminal                          | Creador / Realizador general                             | Canal 9                         |
| 2005, 2006-2021, 2023-presente | Showmatch                         | Conductor y productor                                    | Canal 9 / El Trece / América TV |
| 2006                           | Collar de Esmeraldas              | Productor                                                | El Trece                        |
| 2007                           | High School Musical: la selección | Productor                                                | El Trece                        |
| 2007-2017                      | Este es el show                   | Productor                                                | El Trece                        |
| 2008-2009                      | Atracción x4 en Dream Beach       | Creador                                                  | El Trece                        |
| 2010                           | Consentidos                       | Productor                                                | El Trece                        |
| 2010-2012                      | Sábado Show                       | Creador                                                  | El Trece                        |
| 2010-2011                      | Un sol para los chicos            | Conductor                                                | El Trece                        |
| 2018                           | El host                           | Actor invitado (Cameo)                                   | Fox Latinoamérica               |
| 2019-2020                      | Corte y confección                | Creador / Director general                               | El Trece                        |
| 2020                           | Mujeres                           | Productor                                                | El Trece                        |
| 2020-2021                      | Cantando 2020                     | Director creativo / Productor general                    | El Trece                        |
| 2021                           | Corte y confección Famosos        | Creador / Director general                               | El Trece                        |
| 2021-2022                      | Hogar dulce hogar                 | Productor                                                | El Trece                        |
| 2022                           | Canta conmigo ahora               | Conductor y productor                                    | El Trece                        |
| 2022                           | American Business Forum           | Invitado                                                 | Teledoce                        |
| 2025                           | Los Tinelli                       | Él mismo                                                 | Amazon Prime Video              |

### Radio
- Radio Rivadavia
  - La oral deportiva
  - Piedra libre
- RadioShow FM 100.7
  - Radiomatch
  - Discomatch
- Radio Del Plata
  - Mano a mano
  - Dulce condena

### Cine
- La reina del miedo - Productor asociado

## Premios, nominaciones y reconocimientos

### Premios Martín Fierro
| Año  | Categoría                                | Trabajo nominado                    | Resultado |
| ---- | ---------------------------------------- | ----------------------------------- | --------- |
| 1995 | Mejor labor en conducción masculina      | Ritmo de la noche                   | Ganador   |
| 1998 | Oro                                      | Él mismo / Videomatch               | Ganador   |
| 1998 | Mejor labor en conducción masculina      | Videomatch                          | Ganador   |
| 1999 | Mejor labor en conducción masculina      | Videomatch                          | Ganador   |
| 2000 | Mejor labor en conducción masculina      | Videomatch                          | Nominado  |
| 2001 | Mejor labor en conducción masculina      | Videomatch                          | Ganador   |
| 2002 | Mejor labor en conducción masculina      | Videomatch                          | Nominado  |
| 2003 | Mejor labor en conducción masculina      | Videomatch                          | Nominado  |
| 2004 | Mejor labor en conducción masculina      | Videomatch                          | Nominado  |
| 2005 | Mejor labor en conducción masculina      | Videomatch                          | Nominado  |
| 2006 | Mejor labor en conducción masculina      | Showmatch                           | Nominado  |
| 2007 | Mejor labor en conducción masculina      | Showmatch                           | Ganador   |
| 2008 | Mejor labor en conducción masculina      | Showmatch                           | Ganador   |
| 2009 | Mejor labor en conducción masculina      | Showmatch                           | Ganador   |
| 2010 | Mejor labor en conducción masculina      | Showmatch                           | Nominado  |
| 2011 | Platino                                  | Él mismo / Videomatch               | Ganador   |
| 2011 | Mejor labor en conducción masculina      | Showmatch                           | Ganador   |
| 2012 | Mejor labor en conducción masculina      | Showmatch                           | Ganador   |
| 2013 | Mejor labor en conducción masculina      | Showmatch                           | Nominado  |
| 2015 | Mejor labor en conducción masculina      | Showmatch                           | Ganador   |
| 2016 | Mejor labor en conducción masculina      | Showmatch                           | Nominado  |
| 2017 | Mejor labor en conducción masculina      | Showmatch                           | Ganador   |
| 2018 | Mejor labor en conducción masculina      | Showmatch                           | Nominado  |
| 2018 | Rey de redes                             | Sus redes sociales                  | Nominado  |
| 2019 | Mejor labor en conducción masculina      | Showmatch                           | Nominado  |
| 2019 | Conductor de televisión con mejor estilo | Su vestuario en Showmatch           | Nominado  |
| 2022 | Mejor labor en conducción masculina      | Showmatch                           | Nominado  |
| 2023 | Conductor de televisión con mejor estilo | Su vestuario en Canta conmigo ahora | Nominado  |
| 2023 | Platino                                  | Su estilo y tendencia televisiva    | Ganador   |

### Premios Tato
| Año  | Categoría                                   | Trabajo nominado | Resultado |
| ---- | ------------------------------------------- | ---------------- | --------- |
| 2010 | Mejor Conducción                            | Showmatch        | Ganador   |
| 2011 | Mejor conducción masculina                  | Showmatch        | Ganador   |
| 2012 | Mejor conducción masculina                  | Showmatch        | Nominado  |
| 2015 | Mejor conducción masculina                  | Showmatch        | Nominado  |
| 2016 | Mejor conducción masculina                  | Showmatch        | Nominado  |
| 2017 | Mejor conducción masculina en canal de aire | Showmatch        | Ganador   |

### Premio Los Más Clickeados
| Año  | Categoría                       | Trabajo nominado   | Resultado |
| ---- | ------------------------------- | ------------------ | --------- |
| 2011 | Los Más Clickeados              | Sus redes sociales | Ganador   |
| 2012 | El Más Clickeado del año        | Sus redes sociales | Ganador   |
| 2013 | Los Más Clickeados              | Sus redes sociales | Ganador   |
| 2014 | El Más Clickeado de Oro         | Sus redes sociales | Ganador   |
| 2015 | El Más Clickeado de la historia | Sus redes sociales | Ganador   |
| 2016 | Los Más Clickeados              | Sus redes sociales | Ganador   |
| 2017 | Los Más Clickeados              | Sus redes sociales | Ganador   |
| 2018 | Los Más Clickeados              | Sus redes sociales | Ganador   |
| 2019 | Los Más Clickeados              | Sus redes sociales | Ganador   |
| 2021 | Los Más Clickeados              | Sus redes sociales | Ganador   |
| 2022 | Los Más Clickeados              | Sus redes sociales | Ganador   |

### Reconocimientos
- Premio a la Trayectoria (2009, 2019) - Premios Martín Fierro (Argentina)[108][109]
- Personalidad Destacada de la Cultura de la Ciudad Autónoma de Buenos Aires (Argentina)[38]
- Estrella en la Avenida Corrientes de Buenos Aires (Argentina)[39]
- Reconocimiento Visita Ilustre (Por su contribución al difundir turísticamente el balneario) - 115° aniversario de Punta del Este (Uruguay)[110]
- Reconocimiento - American Business Forum (Uruguay)
- Reconocimiento en dibujo - La Divina Noche de Dante (Programa de TV, Argentina)

## Palmarés

El logo del equipo preferido de Marcelo, San Lorenzo de Almagro, del cual fue su presidente desde el 2019 hasta el 2022.

### Como vicepresidente deSan Lorenzo de Almagro
| Títulos                      | Deporte        | País      | Año  |
| ---------------------------- | -------------- | --------- | ---- |
| Torneo Inicial               | Fútbol         | Argentina | 2013 |
| Copa Libertadores De América | Fútbol         | Argentina | 2014 |
| Supercopa Argentina          | Fútbol         | Argentina | 2015 |
| División de Honor Femenina   | Voley Femenino | Argentina | 2015 |
| Liga Nacional de Básquet     | Baloncesto     | Argentina | 2016 |
| División de Honor Femenina   | Voley Femenino | Argentina | 2016 |
| Torneo Súper 4               | Baloncesto     | Argentina | 2017 |
| Liga Nacional de Básquet     | Baloncesto     | Argentina | 2017 |
| Supercopa de La Liga         | Baloncesto     | Argentina | 2018 |
| Liga de las Américas         | Baloncesto     | Argentina | 2018 |
| Liga Nacional de Básquet     | Baloncesto     | Argentina | 2018 |